# Melbourne, Iowa
Melbourne är en ort i Marshall County i delstaten Iowa, USA.